# Martin Greenfield
Martin Greenfield (narozen jako Maxmilian Grünfeld, 9. srpna 1928, Pavlovo, Podkarpatská Rus, Československo – 20. března 2024, Manhasset, Long Island, USA) byl americký krejčovský mistr sídlící v newyorské čtvrti Brooklyn. Jeho společnost Martin Greenfield Clothiers se specializuje na pánské obleky. 
Pracoval pro šest amerických prezidentů, další významné politiky, sportovce nebo umělce.
Jako dospívající byl Grünfeld vězněn v Osvětimi. Členové jeho nejbližší rodiny zde byli zavražděni.

## Život
Grünfeld se narodil v létě 1928 do židovské rodiny ve vesnici Pavlovo, na Podkarpatské Rusi v Československu, na území dnešní Ukrajiny. Ve věku 14 let byl spolu se svým otcem, matkou, dvěma sestrami, bratrem a prarodiči zatčen. Všichni byli transportováni do koncentračního tábora Osvětim,  kde byli jeho sestry, malý bratr a prarodiče okamžitě posláni do plynové komory. Následovala je jeho matka, která nebyla schopna opustit své dítě. Naživu zůstal jen Grünfeld a jeho otec. Rozhodli se oddělit, protože otec předpokládal, že tak budou mít větší šanci na přežití.
Během svého pobytu v Osvětimi Grünfeld poznal, jakou sílu může mít oblečení. Poté, co byl zbit za to, že nedopatřením roztrhl nacistovi košili, ji ukradl, opravil a nosil ji pod vězeňským oděvem po celou dobu svého pobytu v táboře jako talisman. I tato zkušenost přispěla k tomu, že se stal jedním z nejúspěšnějších a nejslavnějších pánských krejčích v Americe.
Ke konci druhé světové války byl Grünfeld spolu s dalšími vězni z Osvětimi přemístěn do koncentračního tábora Buchenwald. V dubnu 1945 na tábor zaútočila americká armáda a osvobodila jeho vězně. Potřásl si zde rukou s budoucím americkým prezidentem, generálem Dwightem Eisenhowerem. Vedle Grünfelda tehdy stál budoucí nositel Nobelovy cena za mír, spisovatel a filozof Elie Wiesel, který později ve své tvorbě zpracoval zkušenosti z koncentračních táborů.
Po válce Grünfeld strávil další dva roky hledáním své rodiny, aniž by věděl, že nikdo z nich válku nepřežil. Jeho otec byl zabit jen týden před osvobozením svého tábora.
V roce 1947, ve věku 19 let, tak Grünfeld nastoupil na loď do Spojených států. Žil u bohatých příbuzných v Baltimoru. Brzy se ale přestěhoval do New Yorku, kde žila jeho teta. Změnil si jméno na Greenfield.

## Kariéra
V roce 1947 ho český imigrant zavedl do GGG Clothing, výrobce oděvů v Brooklynu, kde byl najat jako „floor boy“. Jeho krejčovské dovednosti a pověst rostly. Jeho prvním velkým klientem byl na počátku 50. let právě generál Eisenhower, který se tehdy připravoval na kandidaturu na prezidenta.
V roce 1977 Greenfield firmu GGG Clothing koupil a přejmenoval ji na Martin Greenfield Clothiers. Do roku 2010 se rozrostla ze šesti na 117 zaměstnanců.
Mezi Greenfieldovy klienty patřili američtí prezidenti Dwight Eisenhower, Lyndon B. Johnson, Gerald Ford, Bill Clinton, Barack Obama i Donald Trump; generál Colin Powell, herci Paul Newman, Leonardo DiCaprio, Conan O'Brien, Jimmy Fallon, Johnny Depp a Ben Affleck, kardinál Edward Egan, sportovci Patrick Ewing, Shaquille O'Neal, LeBron James, Carmelo Anthony a Wayne Gretzky nebo podnikatel Michael Bloomberg.
Zemřel v březnu 2024 ve věku 95 let.

## Osobní život
Se svou ženou Arlene se Greenfield oženil v roce 1956. Měli dva syny, Jaye a Toda. Oba synové pracují v rodinné společnosti.

## Dílo
V roce 2014 vydal Greenfield své paměti s názvem Measure of a Man: From Auschwitz Survivor to Presidents' Tailor. Česky vyšly pod názvem Krejčí z Osvětimi, v nakladatelství Brána, 2019, ISBN 978-80-7617-191-6.